# Seducătorul din Sevilla și oaspetele de piatră
Seducătorul din Sevilla și oaspetele de piatră (spaniolă El burlador de Sevilla y convidado de piedra) este o dramă, scrisă de un călugăr spaniol, Gabriel Téllez, în fapt o parabolă religioasă, o moralitate, semnată cu pseudonimul Tirso de Molina.  Este prima operă literară în care apare personajul Don Juan.
Don Juan este fiul unui nobil spaniol care va fi înghițit de flăcările iadului, deoarece toată viața nu făcuse altceva decât să seducă femei inocente, deși era căsătorit cu Dona Elvira. Don Juan îi ucidea în duel pe cei care protestau. Statuia comandorului Don Gonzalo de Vlmo, pe care Don Juan îl ucisese în duel, prinde viață la piesei și îl trage pe Don Juan în infern.
Subiectul Don juan va prinde imaginatia celor mai inteligente condeie europene, fiind inexplicabil unul dintre textele preluate ale comediei del'arte.